# Eric Puerto
Eric Puerto Huerta (Estepa, 28 de octubre de 2002) es un futbolista español que juega como guardameta en el Deportivo de La Coruña de la liga Hypermotion.

## Trayectoria
Eric es un jugador formado en las categorías inferiores del Séneca CF de Córdoba hasta 2019, cuando ingresa en el juvenil del Córdoba CF en el que permanece durante dos temporadas. 
El 21 de julio de 2021, firma por el Antequera CF de la Segunda Federación, con el que solo disputa de un partido en la última jornada de liga frente al Cádiz Club de Fútbol Mirandilla.
En la temporada 2022-23, disputaría 30 partidos en la Segunda Federación con el Antequera CF, logrando el ascenso a la Primera Federación.
En la temporada 2023-24, sería titular en 13 partidos de liga y uno de Copa del Rey durante la primera vuelta de la competición en Primera Federación con el conjunto antequerano.
El 9 de enero de 2024, firma por el Deportivo de La Coruña de la Primera Federación, firmando un contrato hasta 2027.

## Clubes
Actualizado al último partido disputado el 21 de septiembre de 2024.
| Club                   | País   | Año       | Partidos |
| ---------------------- | ------ | --------- | -------- |
| Antequera CF           | España | 2021-2024 | 45       |
| Deportivo de La Coruña | España | 2024-act. | 3        |